# Pince à creuset

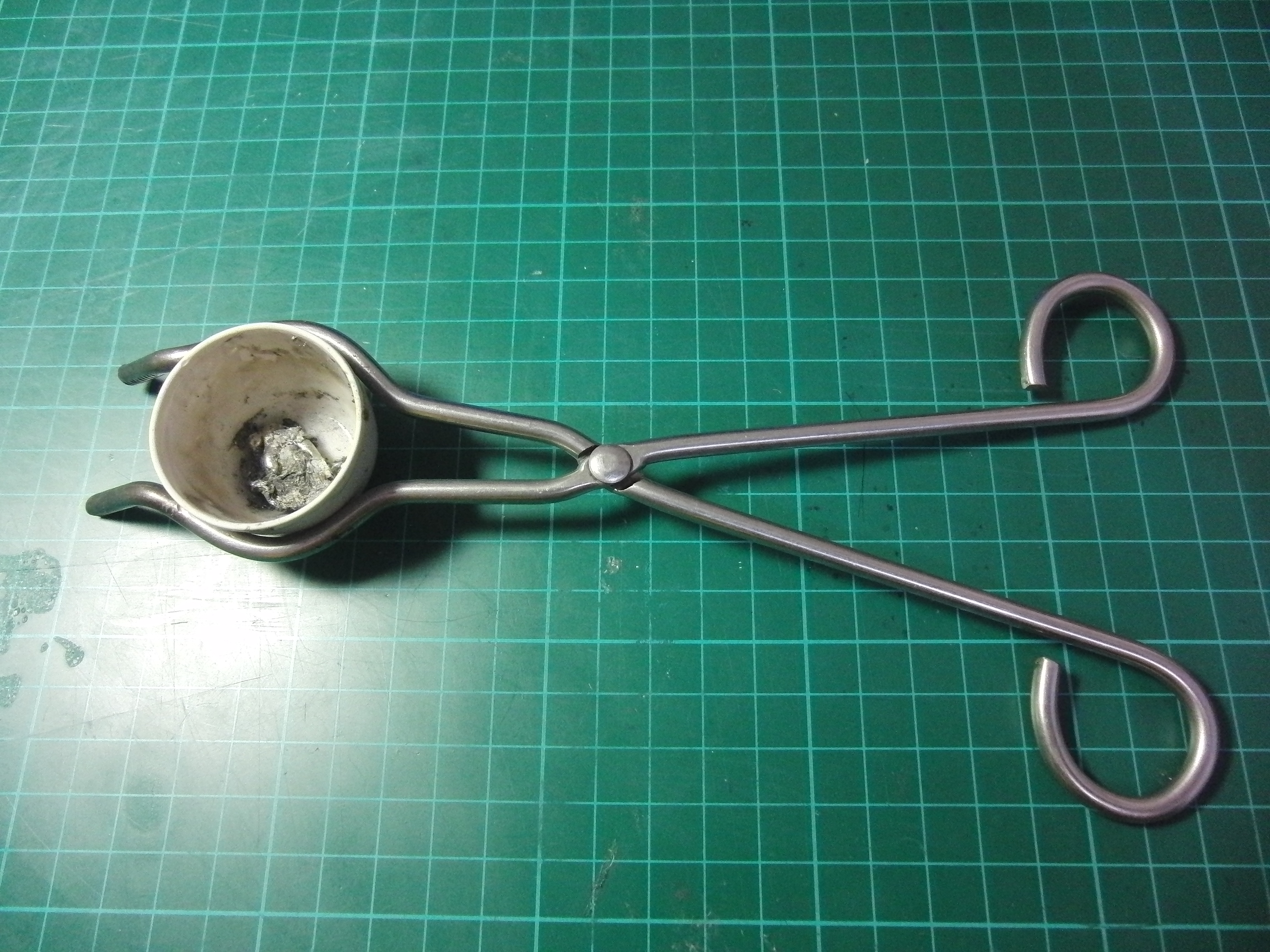
Une pince à creuset, enserrant un creuset.

Une pince à creuset est un outil permettant de saisir un creuset, des flacons ou des béchers chauds. À cet effet, une pince à creuset est fabriquée dans un métal ou un alliage résistant aux hautes températures.

## Galerie

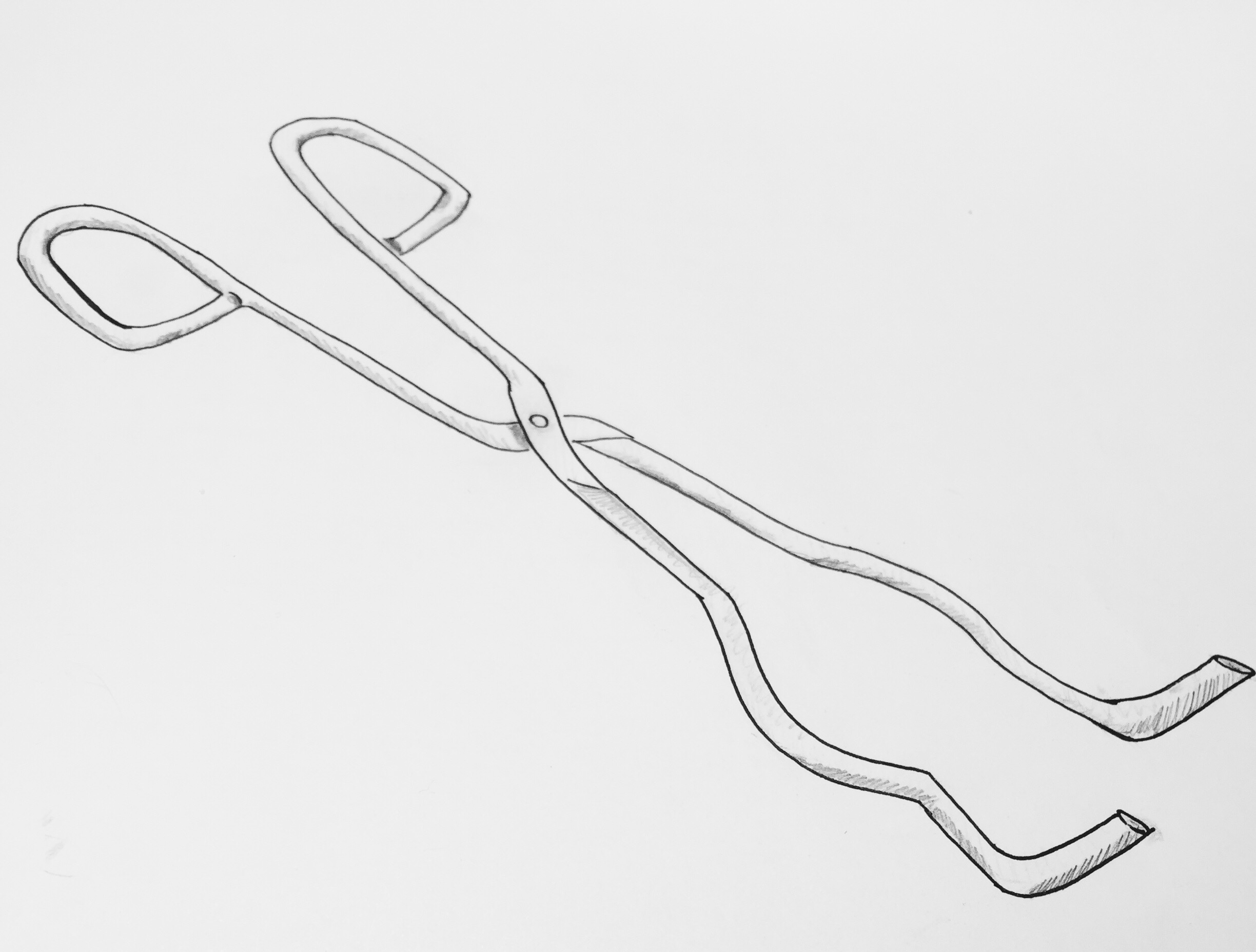
Pince à creuset.
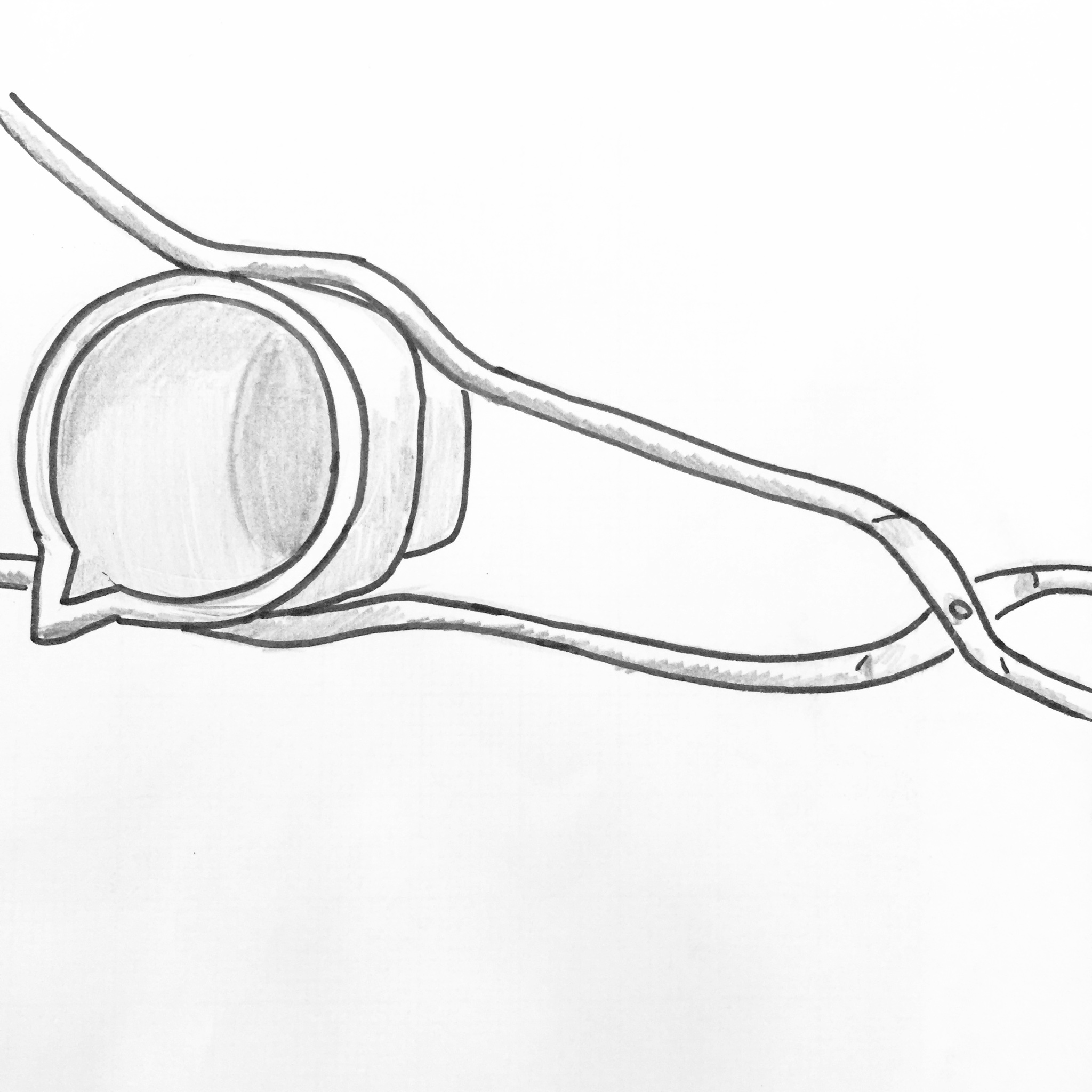
Détail d'une pince enserrant un creuset à bec verseur.
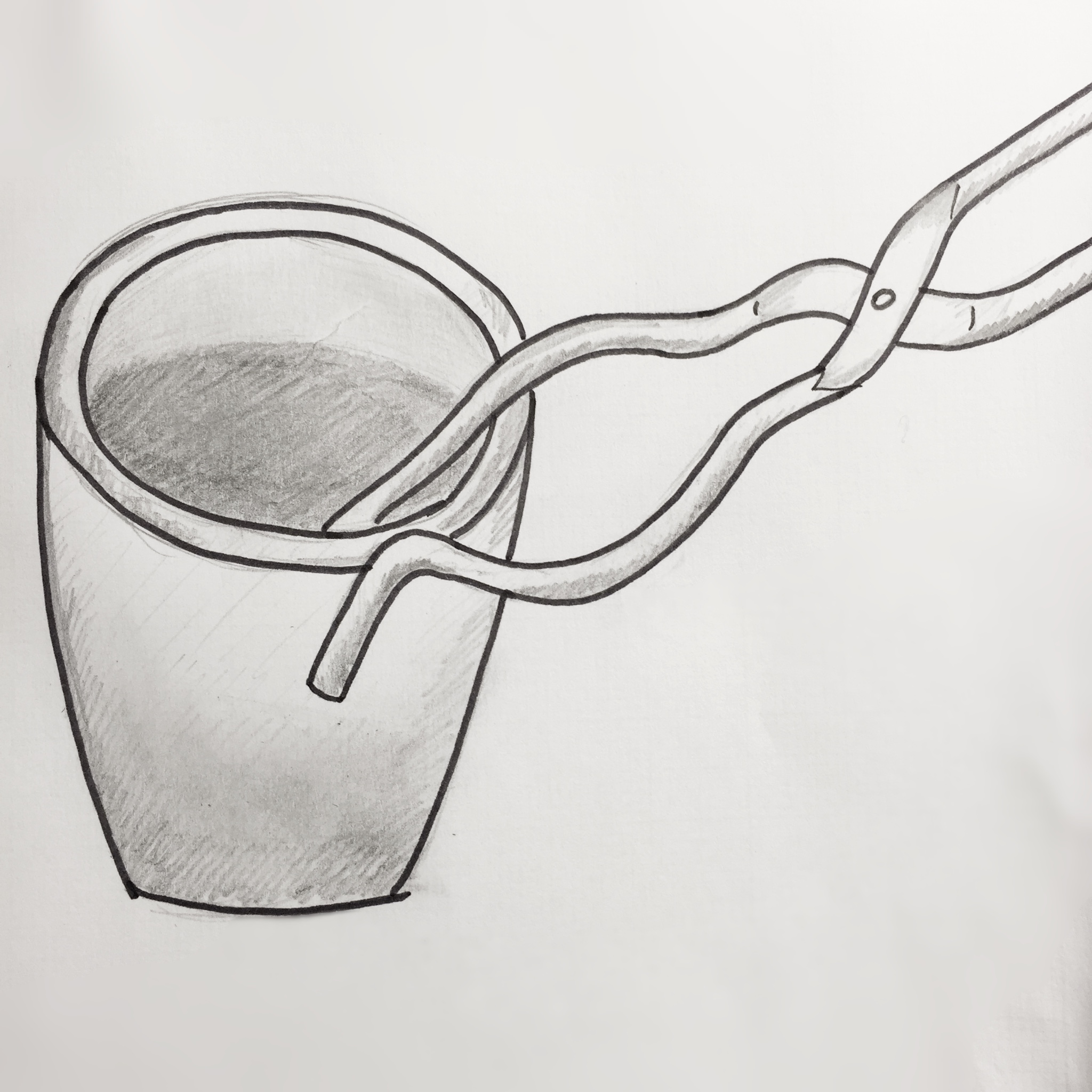
Prise du creuset par le bout de la pince.